# Час історичний
Час історичний — часова характеристика історичного процесу.
Оскільки буття людини та людських спільнот відбувається в часово-просторовому континуумі, то наявність певного відношення, ставлення до часових характеристик соціального життя є іманентною властивістю буття та історичної свідомості людства. Очевидною даністю людського існування є усвідомлення наявності 3-х вихідних проміжків, або станів Ч.і. — минулого, сьогодення і майбутнього. Спостерігач або учасник подій завжди перебувають у сьогоденні, але бачення можливих варіантів майбутнього задається його інтерпретацією індивідуального і колективного минулого, яке формує соціальний та історичний досвід людини і колективу, до котрого та належить.
Певні дії, спрямовані на формування майбутнього сьогоденною діяльністю індивіда (який перебуває в певному об'єктивно визначеному часі — що визначається завдяки хронології та датуванню, календарю, астрономічному часові), стануть «минулим» для нього самого згодом та будуть «минулим» для того, хто існуватиме потім в інший хронологічний проміжок. Тому сьогоденна
діяльність об'єктивно щомиті стає минулим, — тобто «історією», предметом пізнання історичного.

Саме це є підставою вислову, що «історія твориться сьогодні».
Інтерпретація минулого, швидкості та інтенсивності соціальних (і взагалі буттєвих) змін властива певній культурі, впливає на індивідуальну та соціальну активність, мобільність, ставлення до самої можливості зміни сьогодення та майбутнього, швидкості й досяжності цих
змін. Ставлення до минулого формує «динамічні» та «консервативні» суспільства. Ця інтерпретація визначає умоглядний вектор
подальшого розвитку — від у певний спосіб зрозумілого минулого
через певні дії в сьогоденні до уявлюваного (бажаного чи небажаного)
майбутнього. Проте багатофакторність соціального розвитку ставить здійснення цих не лише індивідуальних, але й колективних, масових уявлень у залежність від чинників імовірності та випадковості, непередбачуваності (див. Альтернативне тлумачення історії).
Культурно обумовлені бачення Ч.і. стали вихідними для формування
усталених уявлень про спрямованість історичного процесу, які мають і міфологічно-релігійне (у рамках традиційних уявлень), і раціональне (модерне, наукове) обґрунтування — лінійну та циклічну або ж їх змішані форми.
Ця проблематика стала однією із провідних тем філософії історії, і ставлення до неї стало одним із критеріїв розрізнення філософсько-історичних шкіл та підходів.
У царині історіографії заявлене як епістемологічне завдання або ж світоглядно, культурно
«вбудоване» уявлення про Ч.і. передовсім вплинуло на різні
концепції періодизації історичного процесу та його феноменів. Періодизація стала інструментом структурування Ч.і. та впровадження в його інтерпретацію постулатів наявності змісту та спрямованості (телеологізм). Телеолог
ічні уявлення є фундаментальною онтологічною властивістю масової свідомості, виконуючи соціально стабілізуючу
функцію, втілюючись у різних релігійних, світоглядних та політичних доктринах.
Якщо відійти від макроісторичних інтерпретативних схем, які намагаються «остаточно» пояснити увесь історичний процес, то в історіографії більш продуктивно для конкретно-історичних досліджень та формування нових евристичних напрямів використовується теорія довго-, середньо- та короткотривалих процесів Ч.і. (див. Анналів школа). Остання дає можливість вирізнити культурно-цивілізаційну, економічну та подієву історії, кожна з яких має свою власну часову швидкість, — тобто частоту відбування значимих історичних фактів, що впливає на фокус історичного дослідження та належні хронологічні рамки, необхідні для інтерпретації певного історичного феномену.